# Gábor Medvigy
Gábor Medvigy (Budapešť, 18. května 1957 – 27. srpna 2023) byl maďarský kameraman, fotograf a vysokoškolský pedagog.

## Životopis
V roce 1979 složil zkoušku fotografa. Poté pracoval ve společnosti Mafilm. Od roku 1980 byl členem Asociace maďarských fotografů. V roce 1981 měl samostatnou výstavu s Viktorem Benkőm v Budapešti. Od roku 1981 byl členem oddělení výtvarných umění Nadace umění. V letech 1983 až 1986 byl studentem Vysoké školy divadelní a filmové, obor kamera ve třídě Lajose Koltaie. Od roku 2001 byl pedagogem oboru kameraman na Vysoké škole divadla a filmu.
Byl také kolegou Bély Tarra, Zoltána Kamondiho, Károlyho Makka, Attily Janische a Andráse Jelese.
Gábor Medvigy zemřel 27. srpna 2023, bylo mu 66 let.

## Filmy

### Jako operátor
- Kárhozat (1987)
- Tudatalatti megálló (1988)
- Kiki és a hímek (1988)
- Párhuzamos anyagcserék (1989)
- Úgy, ahogy volt… (1990) (také režisér)
- Az utolsó hajó (1990)
- Céllövölde (1990)
- Halálutak és angyalok (1991)
- Akkortájt csak a halott mosolygott… (1991)
- Neoszarvasbika (1992)
- Frici, a vállalkozó szellem (1993)
- Sátántangó (1994)
- Arany nyugágy (1995)
- A császár (1995)
- Szeressük egymást gyerekek! (1996)
- Hosszú alkony (1997)
- Derengő (1998)
- Az alkimista és a szűz (1998)
- Werckmeister harmóniák (2000)
- Márkus, az erdélyi (2002)
- Kísértések (2002)
- Másnap (2004)
- Magyar elsők (2006)
- Mansfeld (2006)
- Dolina (2006)
- Töredék (2006)
- A kísértés (2007)
- Yantra (2008)
- Így, ahogy vagytok (2010)
- Halj már meg! (2015)
- A rossz árnyék (2017)

### Jako herec
- Petőfi '73 (1973)
- Holnap lesz fácán (1974)

### Jako režisér
- Éljen a világ és táguljon (1991)
- Arckép bemondónővel (1992)

## Ceny a ocenění
- Cena filmových kritiků (1989, 1995, 2000, 2008)
- Cena Bély Balázse (1992)
- Kameraman roku (1995)
- Zvláštní cena Film Review (2001)
- Gundel Art Prize (2001)
- Cena filmové recenze (2002, 2004)
- Zasloužilý umělec Maďarska (2009)